# 日豪砂糖交渉
日豪砂糖交渉（にちごうさとうこうしょう）は、日豪砂糖長期輸入契約（1974年締結）の見直しを日本側が求めて、1976年から1977年にかけて行われた日本-オーストラリア間の交渉。交渉は紛糾し国際問題にまでなったが、結局1年半もの交渉の末に両国の妥協で終結した。日本製糖業界側の一方的かつ強硬な態度は日本国内からも批判を浴びた。日豪砂糖紛争ともいう。
なお、本稿では通貨としてのポンド（イギリスポンド）と重さの単位であるポンドの両方が使われている。当時の国際砂糖取引はロンドン市場が国際指標だったからであり、ニューヨーク・コーヒー砂糖取引所も有力だったからである。「トンあたり」とした場合は通貨としてのポンド（イギリスポンド）であり、ポンドあたりとか/ポンドとした場合は重さの単位であるポンドである。日本-オーストラリア間の決済はアメリカドル、日本円、オーストラリアドルであり、重さの単位はトンであるが、国際相場価格との比較のためにあえて通貨としてのポンド（イギリスポンド）と重さの単位であるポンドを使用している。また本稿では原糖は原料糖であり粗糖と同義、製糖は精製糖製造を意味している。

## 概要

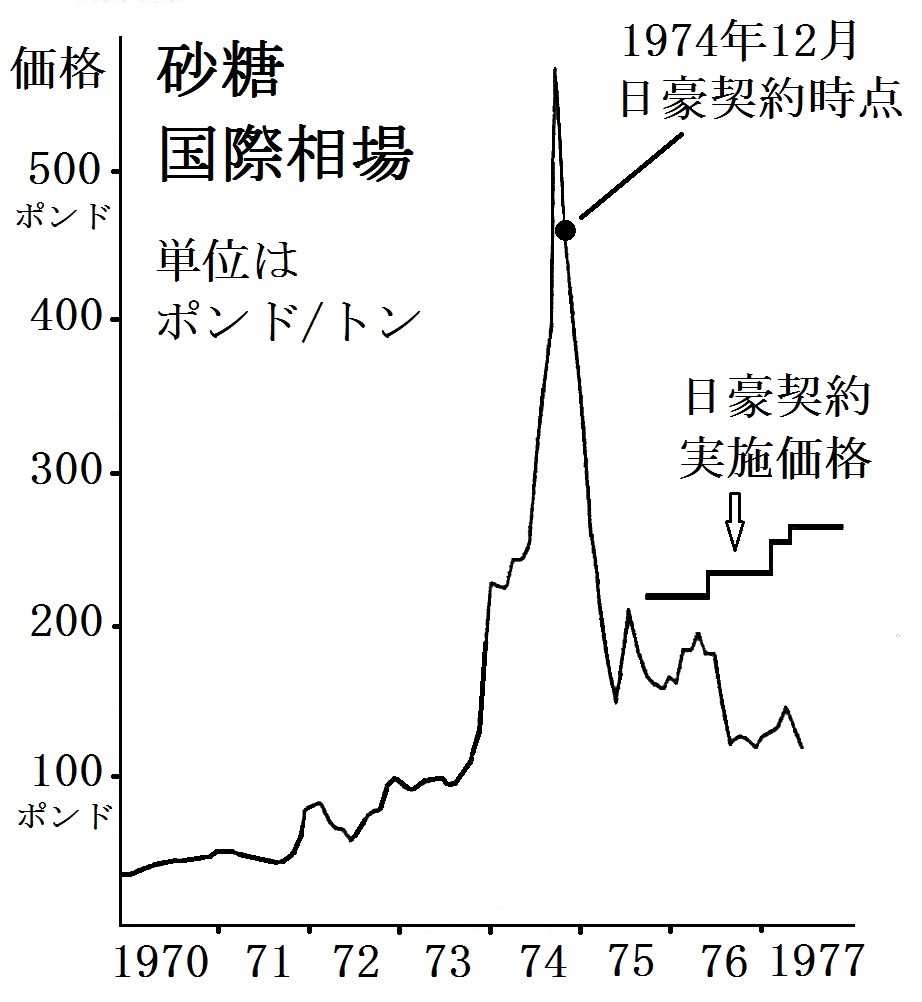
朝日新聞1977年9月13日夕刊
3面のグラフチャートに説明を付け加えた。日豪協定価格が階段状に変化しているのはイギリスポンド(通貨)の為替相場変動によるもの

日本において1973年のオイルショックではトイレットペーパーが買い占められ店頭からトイレットペーパーが無くなったが(トイレットペーパー騒動)、砂糖でもパニック買いの為に店頭から砂糖が無くなる事態を経験している。また1974年砂糖の国際相場が急騰した。1973年までは1トンあたり100ポンド(通貨)程度だった砂糖国際価格が1974年11月にはトンあたり615ポンドまでになった。このため、1974年12月、価格と量の安定供給を求め日本製糖業界はオーストラリアから5年間にわたって毎年60万トンの原糖をトンあたり229ポンド(当時の為替レートで)の固定価格で輸入する日豪砂糖長期輸入契約(日豪砂糖長期貿易協定)を結んだ。契約による原糖の輸入開始は1975年7月からである。
ところが、砂糖価格の急騰は一時的なもので契約締結直後から価格が急落し1975年5月には180ポンド/トン程度の価格となった。以降の砂糖の価格は229ポンド/トンを上回ることは無くむしろ180ポンドからさらに下がっていった。したがって229ポンド/トンの日豪砂糖長期輸入契約を履行すると日本の製糖会社は必ず赤字になる（その後の為替変動によって価格差はさらに広がっていく）。当時の日本製糖業界各社は構造不況で苦しく、この事態に耐える資金力は無かった。そのため、日本製糖業界は契約価格を引き下げるようにオーストラリア側に求めたが、オーストラリア側は拒否。1年以上にわたって再三行われた交渉は政府をも巻き込み日豪首脳会談の最重要テーマにもなるが進展はなかった。日本製糖業界側はついに1977年7月、合意なく一方的に契約終了を宣言し東京港に到着したオーストラリアからの原糖運搬船の荷揚げを拒否するという強行手段に出た。オーストラリア側は契約通り原糖を送り続けたので1977年9月上旬にはオーストラリア産原糖を積んだまま荷揚げが出来ず東京湾に停泊している豪州原糖運搬船は10隻にもなり、オーストラリアはロンドン砂糖協会に提訴する。1977年10月には東京湾や大阪湾で立ち往生している原糖運搬船は16隻になる。この事態では「日本は契約を守らない国だ」とオーストラリア側に批判され、一方的な都合で契約を変更しようと強行手段にまで及んだ日本製糖業界に対しては日本国内からも批判が集まっている。
しかし世界的な砂糖供給のダブつきもあってオーストラリア側も妥協に踏み切り1977年10月下旬には契約価格を7％引く代わりに量的な付帯条件をつけることで折り合い、日豪砂糖交渉は終了する。こののち、日本製糖業界は大きな再編の波を迎えることになる。

## 日豪砂糖長期輸入契約を結ぶまで

### 1974年日本側の状況
太平洋戦争で打ちひしがれた日本も順調に回復し、それに伴って砂糖の需要も増えていった。1963年8月には粗糖の輸入化が自由化された。1960年代は砂糖の国際価格が低価格だったため、1964年以降の日本では砂糖の輸入が増える一方で国内生産は頭打ちになり（サトウキビ・甜菜栽培では産業保護政策があるため一定の国内農家は確保され減少まではしていない）、砂糖に占める自給率は下がっていった。1973年には日本の砂糖消費量はピークを迎え304万トンあまりが消費された。日本製糖業界は原料糖の輸入をスポット市場に頼ったため、国際砂糖市場の値動きに直接影響を受ける形となっていった。1960年代には安定していた国際砂糖相場も70年代に入ると価格上昇の局面になっていく。その中で1973年オイルショックが起こる。日本ではトイレットペーパーや洗剤などがパニック買いによって店頭から姿を消したが、砂糖もおなじくパニック買いによって店頭から姿を消す事態になっている。この時に砂糖パニックを起こしたのは一般消費者ばかりではなく菓子や清涼飲料水、パンなどの食品企業もである。むしろ消費を我慢できる一般消費者よりも死活がかかっている食品企業こそ砂糖供給の安定を求めることになる。
また、オイルショックの影響は日本だけの話ではなく世界中で物価は上がっていった。1974年砂糖の国際価格は高騰を続ける。この背景には1973年の国連砂糖会議が紛糾し1973年国際砂糖協定でも輸入や価格に関する国際的な枠組みが外れ、砂糖価格が無統制になったこともある。ニューヨーク市場では1973年11月には10セント/ポンド(重量)だった砂糖価格が1974年2月には20セント、9月には30セント、11月のピークには65.5セントになっている。
このため、日本では安い価格と量の安定した供給先が求められたのである。

### 1974年オーストラリア側の状況
イギリス連邦の一国であるオーストラリアはイギリス連邦砂糖協定に加わり、砂糖市場の中心であったイギリスに特恵価格で安定的に原糖を輸出をしていた。しかしイギリスがEC：欧州共同体に加わることで1974年末にはイギリス連邦砂糖協定は失効することになった。オーストラリアは大きな安定輸出先を失うことになる。そのため、オーストラリアは新たな安定輸出先を求めていた。オーストラリアではサトウキビ生産農家のほとんどはクインズランド州に集中するが、クインズランド州では州政府がサトウキビを一旦全量を買付、CSR(コロニアル・シュガー・リファイナリー)という企業に原糖の輸出に関する一切の権限と業務を委託している。CSRは砂糖・鉱業・建材・牧畜・化学・その他を扱うコングロマリットで1974年当時はオーストラリアで第二の大きさを誇った企業である。この為、日本製糖業界が砂糖の貿易について交渉する相手はCSRになる。

## 日豪砂糖長期輸入契約締結
かくして、安定した輸入先を求めていた日本製糖業界33社と安定した輸出先を求めていたオーストラリアCSRの思惑は一致し、長期の砂糖貿易契約が結ばれる。
日本・オーストラリア間で1974年12月に結ばれた契約内容は
- オーストラリアは1975年7月から5年間、毎年60万トンの原糖を日本に供給する。
- 価格は60万トンの50％はトンあたり405オーストラリアドル、残りの50％はトンあたり535と1/3アメリカドルとする。
- （見直し条項)売主・買主は少なくとも年に1回、契約の運用と継続性に関する見直しを行う。

といった内容で当時の為替レートで計算すると原糖1トンあたり229ポンド(通貨)の価格となる。
しかし、この契約は1974年の物価水準の中で4000-5000億円もの巨額の契約にもかかわらず、契約書はわずか2-3枚の書面で「見直し条項」も細部は詰められておらず、大雑把な契約内容は後の紛糾の元になる。また、日本側の砂糖価格変動の見通しも甘く、契約交渉時にオーストラリア側から「固定価格で本当にいいのか？」と念押しされたにもかかわらず、日本側は固定価格にこだわった。
日本側では日豪砂糖長期輸入契約によって輸入した原糖は、各製糖会社に1974年の国内シェアに比例して配分されることになった。1974年に日本国内でトップシェアの三井製糖が16.07％、第二位の塩水港製糖が9.78％からシェア最小の大西商事が0.01％まで製糖業界全社にシェアに比例して豪州産原糖の配分比率は決められている。この輸入カルテルは1975年2月輸出入取引法によって認可されている。
契約締結時には日本製糖業界も農林省(現在の農水省)も安い価格で長期の安定供給が確保できたと喜んだが、半年も経たないうちに日本側は見通しが外れたことを自覚する。

## 砂糖価格の急落
1974年11月のピークにはトンあたり615ポンドまで急騰した砂糖の国際相場で、1974年12月の契約では日本側は安い価格で契約したつもりでいた。砂糖価格はどんなに下落しても200ポンドは切らないだろうと予測していた。しかし、砂糖の国際価格は日本側の想像を超えて急速に下落している。1975年5月には180ポンド/トン程度の価格となり。さらに価格は下落していく。この価格では日本の製糖会社はオーストラリア産原糖から精製糖を作れば作るほど赤字が拡大していく。原糖引き取り量の多い大手や、引き取り量が少ない中小製糖会社でも資金力のない会社にとって重荷となって倒産の危機ですらあった。実際に1977年4月に新光砂糖工業と7月に東海製糖は倒産している。

## 日豪砂糖交渉
砂糖の国際相場の急落に慌てた日本製糖業界は契約実施（1975年7月から輸入は始まっている）からわずか7か月後の1976年2月にはオーストラリア側に価格見直し交渉を申し入れている。日本側の申し入れの根拠は契約の中の「見直し条項」には価格の改定も含まれるという解釈に依っていた。しかし、オーストラリア側は「見直し条項」はシッピングスケジュールなど事務処理的なことを示すとして価格の改定は見直し条項の対象ではないと受け付けなかった。本交渉は1976年5月から始まる。日本側も交渉の難航は予想はしていたものの、予想を超えてオーストラリア側の態度は硬く、交渉団団長の大日本製糖社長藤山覚一郎は「オーストラリア側のCSRの背後には農家団体が控えているのでCSRも引くに引けなかったのだろう」と推測している。
日本側は砂糖の価格をトンあたり170ポンドにするように求めたが（ポンドの為替変動で契約価格は285ポンド程度にまではなっている。つまり要求は4割引きである。）1976年末になっても交渉はまったく進展がなく、1977年に入っても難航を続けた。1977年4月にはオーストラリア側はわずかな価格引き下げを提示(8%引く代わりに固定価格契約を2年延長)したが日本側は満足せず、日本側の提案はオーストラリア側が依然として拒否したままだった。両国政府の介入もまったく効果なく、交渉は暗礁に乗り上げたままだった。業を煮やした日本側はついに1977年6月一方的に契約の終了を宣言する。1977年7月に東京港に到着した豪州産原糖運搬船の荷揚げも拒否し代金も支払わないと決め、運搬船は原糖を積んだまま荷上げが出来ず東京湾に停留を続けることを余儀なくされる。オーストラリア側は契約の終了や一切の変更を受け入れていないので契約通りに原糖を積んだ船を日本に向けて次々に送り出す。1977年8月クアラルンプールでの福田首相とフレーザー首相の会談でもこの問題は最重要テーマとなったが首脳会談ですらも進展はなく、双方の妥協を求めた福田首相に対してフレーザー首相はこれ以上妥協する余地はないと拒否する。1977年9月には東京湾で立ち往生している豪州原糖運搬船は10隻になる。この事態にオーストラリア側はロンドンにある国際砂糖協会の仲裁委員会に日本の契約不履行を提訴する。日本製糖業界の態度には日本国内からすら「(いったん結んだ契約を一方の都合で変えるなど)常識では考えられない」「(日本側は)エゴ丸出し」「(日本側は)実に虫のいいことを言っている」などの批判が集まった。朝日新聞にもこの件の報道で「ちょっと甘かったかナ」と記事名を付けられている。

## 終結
1977年10月には東京湾や大阪湾で立ち往生している豪州産原糖運搬船は16隻（原糖21万3300トン）になる。日豪のトラブルを見て世界最大の砂糖輸出国であるキューバが日本の製糖会社に売り込みを図ってきた。世界的には砂糖の供給過剰となっていたのでこれ以上揉めては今後の為にならないと見たオーストラリア側は妥協する方向に変化した。日本製糖業界側も自国内からすら批判を浴びている状況なので歩み寄り、1977年10月末には契約の改定が合意される。合意された内容は
- 現行契約（残り3年)を延長し、毎年60万トン×3年を毎年45万トン×4年にする。
- 価格を改め、トンあたり410.25オーストラリアドルにする（実際の支払いは3通貨建てで60％をトンあたり461.57アメリカドル、30％を116,304日本円、10％を410.25オーストラリアドル）。ポンド(通貨)換算で260ポンド、為替レート変動を考慮するとこの価格は7％の値引きになる。
- 新たに4年にわたって年間15万トンの追加契約を行い（日本の総合商社11社が責任を持つ）、追加分の原糖の価格は国際相場に2.75ドルのプレミアムを付ける（ただし急騰・急落に備えて上下限枠を設ける）。
- 東京湾で立ち往生している運搬船の原糖は日本が引き取るが、滞船料はCSRが支払う。
- 両国政府が改定案を保証し、オーストラリア側はロンドン国際砂糖協会への提訴を撤回する。

といった内容で、新規に追加契約した分と合わせて考えるとトンあたりの価格は230ポンド程度にまで「薄まり」、日本製糖業界の負担も少しは軽くなる内容だった。オーストラリア側も値引く代わりに、国際相場にプレミアムを上乗せした価格で追加契約が取れたので両者痛み分けと評価されている。

## 日本政府への批判とその後の日本製糖業界
日豪砂糖交渉では農林省(現在の農水省)の指導に大きな問題が指摘されている。1974年当初、国際砂糖価格の急騰前にオーストラリアからはトンあたり130ポンドの価格で長期契約の打診が来ていた。これを農林省が拒否させたと言われている。結果を見ればこの時に契約を結んでいれば日本側には何の問題も生じなかったのである。しかし、その後の国際価格の急騰を見て慌てた農林省は前言を翻し今度は高値で長期契約を結ぶように製糖業界に働き掛けている。
結果として高値で契約を結んでしまった日本製糖業界は、仮にそれがなくても構造不況で各社とも経営が苦しかった。そこでなりふり構わず日豪砂糖交渉に持ち込んだのである。農林省は1976年12月に行政主導で価格カルテルを製糖業界に結ばせる（第一次指示カルテル)。指示カルテルはその後もたびたび行われている。日豪砂糖長期輸入契約改定と度重なる価格カルテルによって製糖各社の業績は一時的に良くなる。そして、製糖業界は大きな再編の波を迎えることになる。